# 半边铁角蕨
半边铁角蕨（学名：Asplenium unilaterale）为铁角蕨科铁角蕨属下的一个种。

## 扩展阅读
- 維基物種上的相關：半边铁角蕨